# Низоми, Мухриддин Зайниддин
Мухриддин Зайниддин Низоми (тадж. Муҳриддин Зайниддин Низомӣ; при рождении Низомов Мухриддин Зайниддинович, тадж. Низомов Мухриддин Зайниддинович; 2 февраля 1973, Илак, Файзабадский район, Таджикская ССР) — таджикский литературовед, доктор филологических наук. Отличник образования Республики Таджикистан (2012).

## Биография
Мухриддин Низомов родился 2 февраля 1973 года в селе Элок Файзабадского района. В 1990 году окончил среднюю школу № 11 того же села и поступил на факультет таджикской филологии Таджикского государственного университета им. В. Я. Ленина которую окончил в 1995 году.

## Трудовая деятельность
После окончания университета в 1996 году начал работать ассистентом кафедры таджикской литературы ТНУ, и одновременно начал научную работу в качестве аспиранта ТНУ.
С 1998 по 2000 год занимал должность заместителя декана филологического факультета по воспитательной работе. С февраля 1998 года избран на должность старшего преподавателя кафедры истории таджикской литературы ТНУ.
В феврале 2004 года избран на должность доцента кафедры истории таджикской литературы. С сентября 2007 г. по май 2012 г. — заместитель декана филологического факультета по естествознанию, а с мая 2012 г. по 31 декабря 2012 г. — директор Издательско-переводческого центра ТНУ.
В 2013—2016 годах был докторантом кафедры таджикской литературы ТНУ, а с января 2016 года по январь 2020 года доцентом кафедры таджикской литературы ТНУ.
Постановлением Правительства Республики Таджикистан от 21 января 2020 года назначен ректор Таджикского государственного института культуры и искусств имени Мирзо Турсунзода.

## Научная деятельность
В декабре 2002 года Мухриддин Низоми защитил кандидатскую диссертацию на тему «Поэтические проблемы газелей Фаридуддина Аттори Нишопури», а в 2019 году защитил докторскую диссертацию на тему «Семь аврангов Абдур Рахмана Джами и традиции создания сериальных рассказов на персидском языке» — Таджикская литература 15 века".
Мухриддин Низоми является автором книг «Семь аврангов» Джами и традиция повествования в XV веке (2014 г.), «Идейно-художественные особенности Силсилат-уз-Захаб Джами» (2016 г.), 10 образовательных программ и пособий, более 130 научных и общественно-научных статей.

## Награды
Награжден Почетной грамотой Министерства образования и науки Республики Таджикистан (2009 г.) и медалью «Отличник образования Республики Таджикистан» (2012 г.).

## Произведения
- Поэтикаи ғазалиёти Фаридуддин Аттори Нишопурӣ. — Душанбе, 2013;
- Маликушшуаро Баҳор. Мурғи саҳар. Мураттибон Х. Шарифов, М. Низомов. — Душанбе: Пайванд, 2006. — 110+5с;
- Забеҳуллоҳи Сафо. Таърихи адабиёти Эрон. — Бо муқаддима ва таҳияву тавзеҳоти Х. Шарифов ва М.Низомов. — Душанбе, 2012. — 240с;
- Камолуддин Биноӣ. Девон. Мураттибон ва омодагарони чоп Х.Шарифов ва М. Низомов. — Душанбе, 2012. — 701с;